# Axel Lindqvist
För konstnären, se Axel Hjalmar Lindqvist
Axel Albert Lindqvist, född 23 oktober 1878 i Kosta, Kronobergs län, död 20 maj 1951 i Halmstad, Hallands län var glasslipare och socialdemokratisk riksdagspolitiker.
Lindqvist var son till en glasblåsare och kom som ung till Halmstad, där han som sin far fick anställning vid glasbruket som glasslipare. Han blev som ung aktiv inom glasarbetarnas fackorganisation, kooperationen och nykterhetsrörelsen. Han var riksdagsledamot i andra kammaren 1912-1920 för Östra valkretsen i Kronobergs län och från 1922 till 1948 för valkretsen Hallands län. Han var vice styrelseordförande för Konungariket Sveriges stadshypotekskassa 1940–1951.
Lindqvist satt i Halmstads kyrkofullmäktige och kyrkoråd, i Kronobergs läns landsting (1910–1920) och i Hallands läns landsting (1930–1946). Han var ordförande för socialdemokraternas Kronobergs distrikt och vice ordförande i dess Hallands distrikt, samt satt i partiets förtroenderåd.
Under sin tid i riksdagen kom han att ingå i en mängd kommittéer, i huvudsak rörande rättsväsendet och finansiella frågor.